# ألكسيس فاليكاس
ألكسيس فاليكاس (باليونانية: Αλέξης Φαλέκας)‏ مواليد 1 أغسطس 1976 في أثينا، هو مدرب كرة سلة يوناني ولاعب معتزل. بدأ مسيرته الاحترافية في سنة 1997. يبلغ طوله 6 قدم 2.75 بوصة (1.9 م). اعتزل اللعب في 2014.

## المسيرة الاحترافية
لعب مع نادي بانيونيس لكرة السلة من سنة 2002 إلى 2005، ثم لعب مع نادي إكاروس كاليثيا لكرة السلة من سنة 2008 إلى 2011، ثم لعب مع نادي إيه إي كي لكرة السلة من سنة 2011 إلى 2014، ثم لعب مع نادي إكاروس كاليثيا لكرة السلة في سنة 2014.

## روابط خارجية
- ألكسيس فاليكاس على موقع كرة السلة الأوروبية.كوم (الإنجليزية)
- ألكسيس فاليكاس على موقع بروبوليرز (الإنجليزية)
- ألكسيس فاليكاس على موقع سبورتس رفرنس (الإنجليزية)